# Marcelo Vega
Francisco Marcelo Vega Cepeda (* 12. August 1971 in Copiapó) ist ein ehemaliger chilenischer Fußballspieler. Der offensive Mittelfeldspieler und Stürmer wurde in seiner Jugend „der zukünftige chilenische Maradona“ genannt.

## Leben und Karriere
Von 1991 bis 1998 absolvierte er 30 Spiele für die chilenische Fußballnationalmannschaft und erzielte dabei ein Tor. Er war bei der Copa América 1991 und 1993 dabei. Bei der Fußball-Weltmeisterschaft 1998 in Frankreich drang er mit seiner Mannschaft bis ins Achtelfinale vor, wo die Chilenen gegen den späteren Finalisten und Rekordweltmeister Brasilien 1:4 unterlagen. Vega wurde nur gegen Brasilien eine Halbzeit eingesetzt; er musste dem Ausnahmekönnen von Marcelo Salas und Iván Zamorano wie seiner angegriffenen Gesundheit Tribut zollen und beendete nach der WM 1998 seine Nationalmannschaftskarriere.
Der 1,75 m große und zu seinen Wettkampfzeiten 76 kg schwere Marcelo Vega sammelte einige internationale Erfahrung: 1992/1993 war er in Spanien verpflichtet, 1998–2000 in den USA, 2000–2001 in Argentinien und 2003 spielte er in Peru. Danach beendete er seine Karriere.
2009 trat er im chilenischen Fernsehen in der Reality Show 1810 auf.
Marcelo Vega ist verheiratet und hat zwei Kinder.